# Schloss Schwanberg (Franken)

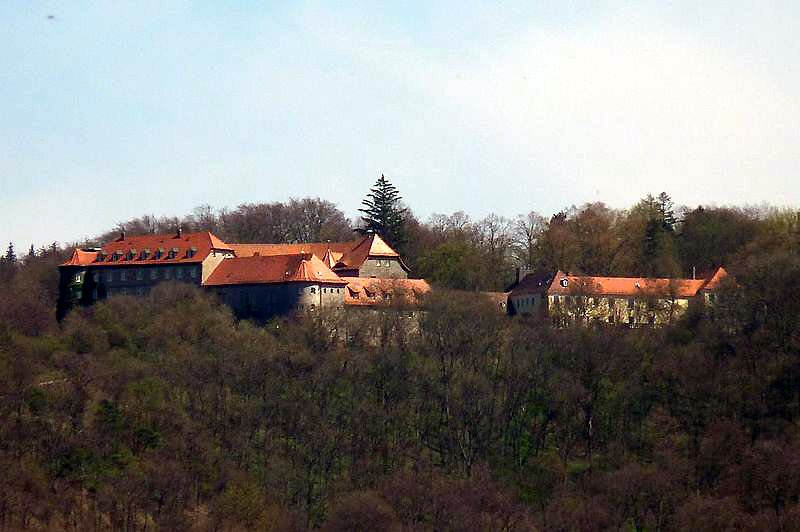
Das Schloss auf dem Berg

Das Schloss Schwanberg ist ein ehemaliger Adelssitz auf der Gemarkung der Gemeinde Rödelsee im Landkreis Kitzingen. Die Anlage erhebt sich auf dem gleichnamigen Berg im Steigerwald. Bereits in vorchristlicher Zeit war der Berg befestigt, als die Abschnittsbefestigung Schwanberg errichtet worden war.

## Geschichte

### Abschnittsbefestigung Schwanberg (bis um 1250)
Erste Siedlungsspuren auf dem Schwanberg datieren bereits auf das Mesolithikum. Die Bewohner der umliegenden Siedlungen zogen sich auf den dicht bewaldeten und von steil abfallenden Hängen umgebenen Berg zurück. Um etwa 1200 v. Chr. entstanden die Keltenschanzen auf dem Berg, erstmals wurde die Erhebung befestigt. Diese sogenannten Abschnittswälle sind noch zu erkennen. Um das Jahr 400 v. Chr. erreichten die Kelten den Berg und erneuerten die Befestigungen der Vorgängerkulturen.
Die letzte Besiedlungswelle erreichte um das 5. Jahrhundert nachchristlicher Zeit den Steigerwald. Es handelte sich um den germanischen Großstamm der Franken. Schnell erkannten die Eroberer den strategischen Wert des Berges und befestigten ihn umgehend. Ähnlich wie der Staffelberg in der Fränkischen Schweiz, der Vogelsberg in der Volkacher Mainschleife und der Marienberg in Würzburg wurde der Schwanberg in eine Festung umgewandelt, die den fränkischen Vorstoß sichern sollte.

### Burg Schwanberg (bis 1525)
Mit den Franken wurde auch die Christianisierung im Gebiet des Steigerwaldes vorangetrieben. Eine Kirche entstand auf dem Berg, die der heiligen Walpurga geweiht wurde. Im Laufe des Mittelalters verlor der Schwanberg allerdings seine strategisch wichtige Bedeutung und wurde zu einer einfachen Burg herabgestuft. Ab etwa 1250 ist dieser Bau überliefert. Damals bewohnte die Familie der Fuchs die Anlagen, die sie wahrscheinlich von den neuen Herren der Umgebung, den Würzburger Fürstbischöfen, zu Lehen erhalten hatten.
Im Laufe des 14. Jahrhunderts kam es in Franken zu einer erneuten Machtverschiebung. Die Burggrafen von Nürnberg konnten ihre Machtbasis, ursprünglich um die Freie Reichsstadt gelegen, immer weiter ausbauen und gingen auch gegen die Besitzungen der Fürstbischöfe vor. Burggraf Friedrich IV. konnte den Schwanberg erwerben. Bis 1344 saß seine Familie auf der Burg auf dem Steigerwaldberg. Später erhielten die Herren von Seinsheim die Anlage.
In dieser Zeit existierten auf dem Schwanberg auch einige Höfe, die der Burganlage zugeordnet waren. So erhielt im Jahr 1303 Konrad Fuchs einen Garten „in Swanenberge“ und einen Hof als Lehen. Friedrich Zollner zu Willanzheim war 1317/1318 im Besitz einer „mansionem in castro Swanberg“ (Manse in der Burg Schwanberg). 1322 nannte man ein Dörfchen vor der Burg (villula). Letztmals tauchten die Liegenschaften um die Befestigung 1510 in den Quellen auf.
Die Kapelle auf dem Berg war mittlerweile ein beliebtes Wallfahrtsziel für die Gläubigen geworden. Dies änderte sich auch trotz der häufigen Besitzerwechsel nicht. Seit der Mitte des 15. Jahrhunderts waren die Herren von Wenkheim neue Burgbesitzer. Über Ausbesserungen der alten Anlage schweigen die Quellen weitgehend. Der Bauernkrieg des Jahres brachte die komplette Zerstörung der Anlagen auf dem Schwanberg.

### Das Schloss Schwanberg (bis heute)
Die Bauernerhebung beendete auch die Wallfahrt auf den Berg endgültig. Die Ruinen der Burg wurden im Jahr 1605 vom Würzburger Fürstbischof Julius Echter erworben und wiederaufgebaut. Zu diesem Zeitpunkt entstanden die weitgehend noch erhaltenen Anlagen. Die nächsten Zerstörungen folgten im Dreißigjährigen Krieg des 17. Jahrhunderts. Die Bewohner der umliegenden Orte zogen sich bei Überfällen regelmäßig hinter die alten Keltenwälle zurück. Im Jahr 1633 wurde das Schloss erneut niedergebrannt.
Die Anlage verfiel wiederum mehr als hundert Jahre. Erst im 18. Jahrhundert begann der Wiederaufbau der zerstörten Bauten. Nach der Säkularisation des Hochstifts Würzburg im Jahr 1803 wurde das Schloss an Privatpersonen verkauft. Erster Käufer war der Bankier von Hirsch. Nach mehreren Besitzerwechseln erhielt im Jahre 1897 der Keramikunternehmer Jean Dern das Schloss und ließ es zu einem touristischen Ausflugsziel umbauen.

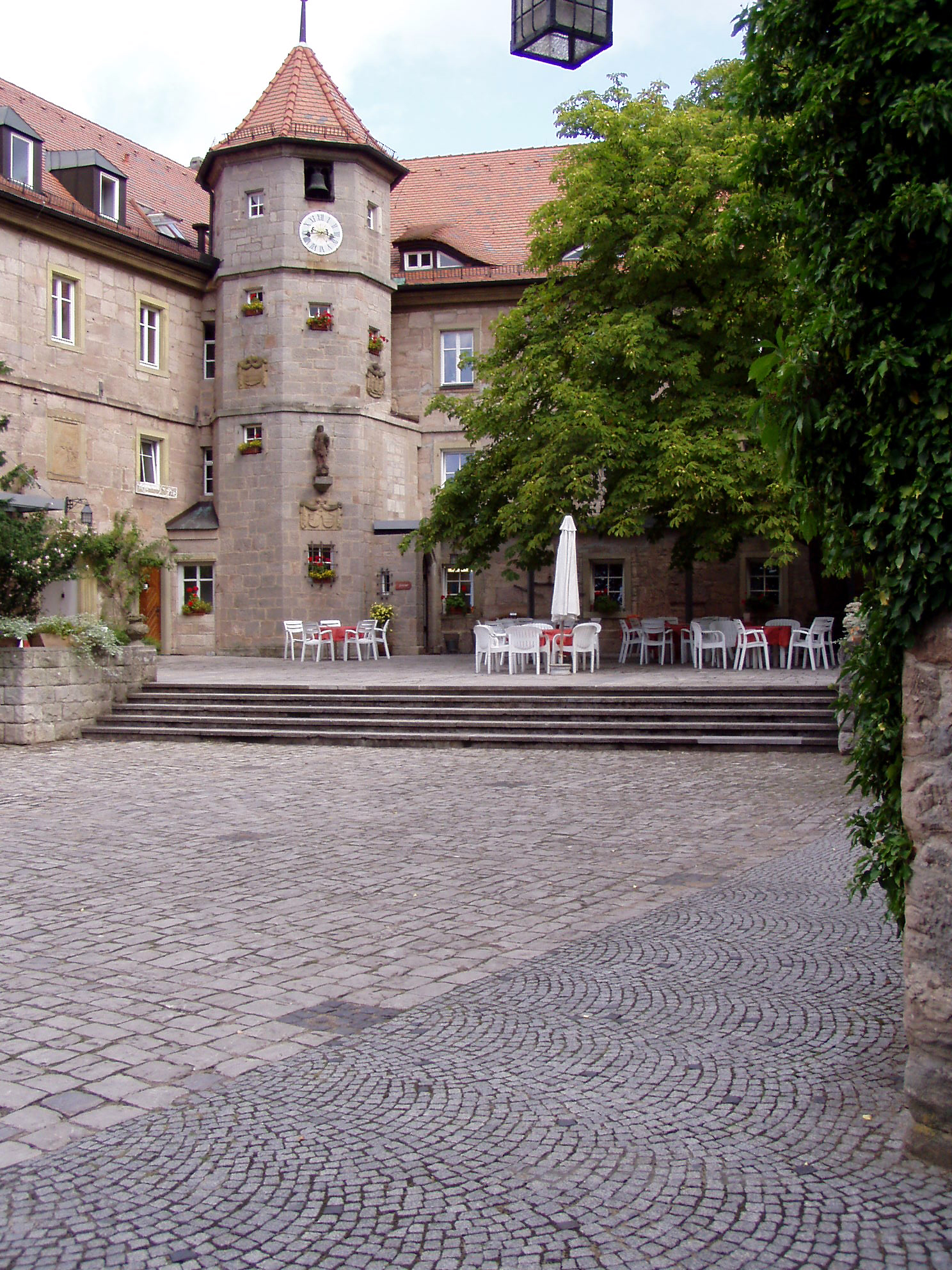
Der Schlossinnenhof

Im Jahr 1911 kamen wiederum neue Käufer in den Besitz der Schlossanlage. Alexander zu Castell-Rüdenhausen ließ auf dem Berg von 1919 bis 1921 eine große Gartenanlage errichten, die Elemente des barocken Schlossgartens mit dem englischen Landschaftspark verknüpft. Während des Zweiten Weltkriegs beschlagnahmten die NS-Machthaber das Schloss und planten, eine Kaderschule in den Bauten einzurichten. Mit der Besetzung durch die Amerikaner mussten diese Pläne aufgegeben werden. Bis ins Jahr 1949 diente das Schloss Schwanberg den Amerikanern als Kaserne.
Nach der Gründung der Bundesrepublik wandelte man das Schloss in ein Altersheim um. Im Jahr 1957, das Altersheim war verlegt worden, zogen die Schwestern der Communität Casteller Ring unter Priorin Christel Felizitas Schmid in die Gebäude ein. Im Jahr 2004 erwarben sie die Anlage käuflich. In den 1980er Jahren entstand in unmittelbarer Nähe des Schlosses die Kirche St. Michael als geistiges Zentrum der Communität. Das Bayerische Landesamt ordnet das Schloss als Baudenkmal ein.

## Beschreibung
Die frühmittelalterlichen Gebäudereste, die die Zerstörungen im Bauernkrieg überstanden hatten, wurden zu Beginn des 16. Jahrhunderts in die neuen Gebäudetrakte eingefügt und sind so zumindest an den Außenflächen noch nachzuweisen. Die Anlage besteht aus einem unregelmäßigen Fünfeck, das durch zwei- und dreigeschossige Gebäude gebildet wird. Zentrum ist ein Innenhof, in dessen Südostecke ein polygonaler Treppenturm eingebaut ist.
Unterhalb der Anlage findet sich ein weiträumiger, tonnengewölbter Keller. Einfache Rahmungen der Fenster sind zu erkennen. Im Nordosten und Nordwesten werden die jeweiligen Geschosse durch Gurtgesimse unterteilt. Besonders charakteristisch sind die beiden Rundtürme auf der Nordostseite. Sie wurden mit Buckelquadern angelegt. Die vielfachen Benutzerwechsel ließen eine Anlage entstehen, auf der unterschiedlichste Stilepochen zu erkennen sind.